# تراوالا، ویکتوریا
تراوالا (به انگلیسی: Trawalla) یک منطقهٔ مسکونی در استرالیا است که در ویکتوریا (استرالیا) واقع شده‌است.